# Toyota Chaser
Toyota Chaser (яп. ト ヨ タ · チ ェ イ サ ー, від англ. Chaser —  «переслідувач» ) — чотиридверний середньорозмірний седан, випускався компанією Toyota в 1977–2001  роках. Модель спроєктована на базі Toyota Mark II. У модельному ряду Toyota займає проміжне місце між Toyota Corona і Toyota Crown. Хоча офіційно ця модель продавалася тільки в Японії, вона широко представлена на ринках старих автомобілів в Росії і Південно-Східної Азії. Відноситься до одного класу разом з Toyota Mark II і Toyota Cresta, повністю уніфікована з ними по шасі і салону. Всього випускалося шість поколінь цієї моделі.

## Перше покоління X30

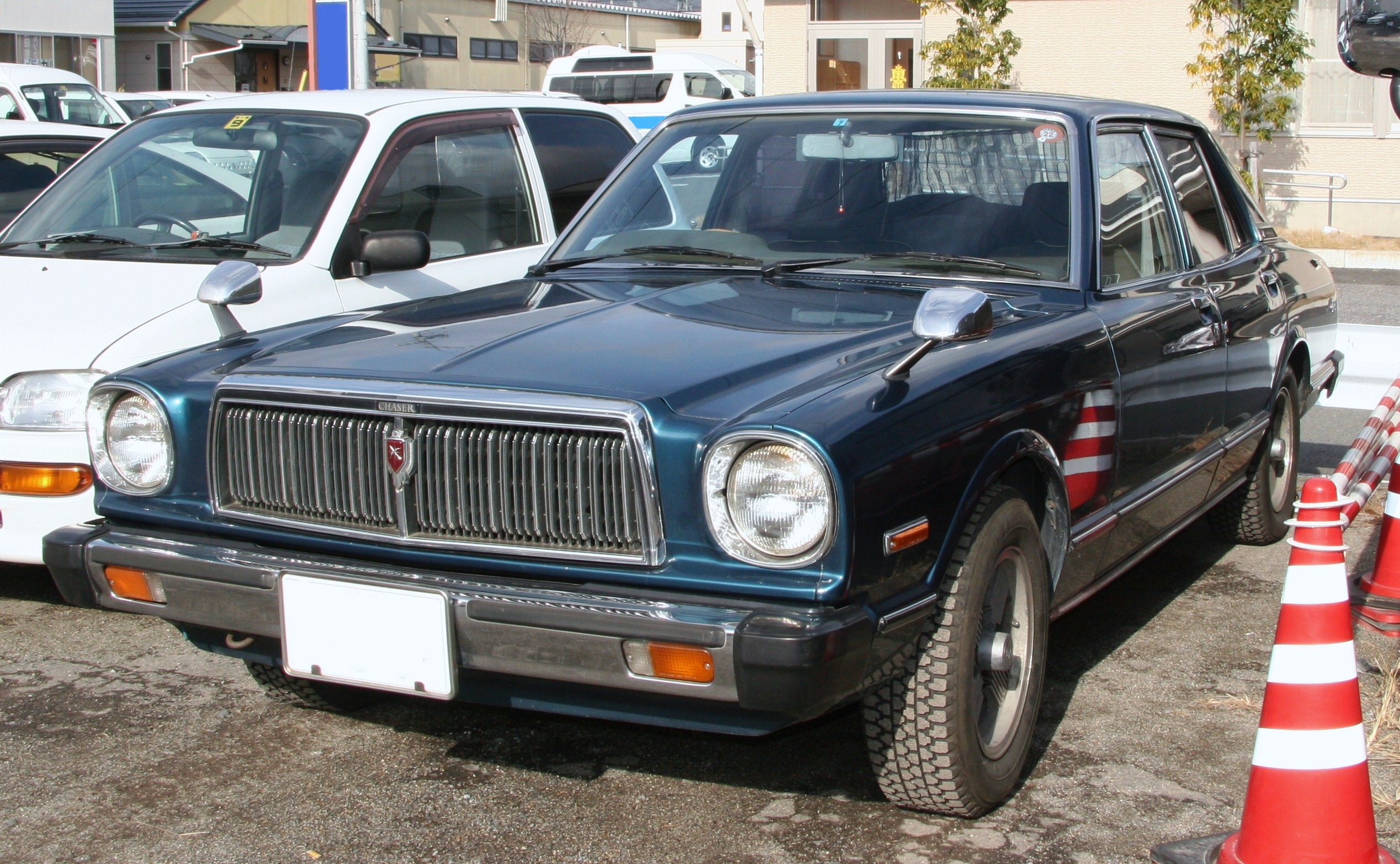
Toyota Chaser X30

Початок виробництва першого покоління моделі припадає на липень 1977 року. Ця модель випускалася з 1977 по 1980. В даному поколінні використовувалися кузова серії X30, X31, X40 і X41. Лінійка двигунів включала в себе 4-циліндровий 3T-U об'ємом 1.8 літра, 4-циліндровий 21R-U, 18R-U і 6-циліндровий M-U/M-EU — обидва об'ємом 2.0 літри. Чайзер виступив в якості конкурента Nissan Skyline.

### Двигуни
- 2,0 л 21R-U І4 (105 к.с.)
- 1,8 л 13T-U І4 (95 к.с.)
- 2,0 л M-EU І6 (125 к.с.)
- 2,0 л M-U І6 (110 к.с.)

## Друге покоління X50/X60

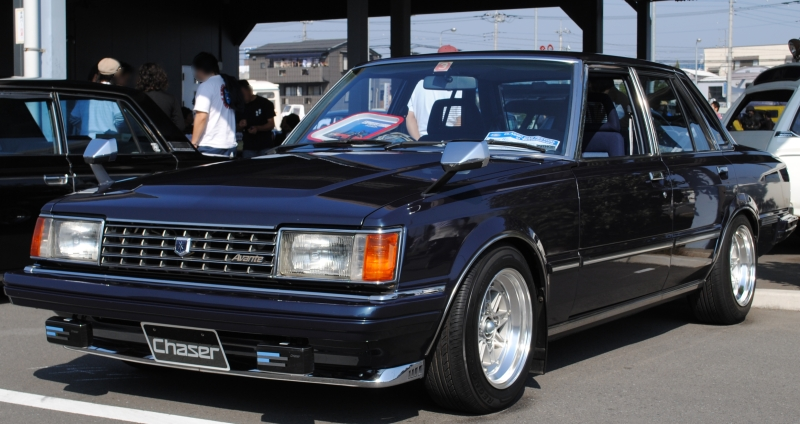
Toyota Chaser X51

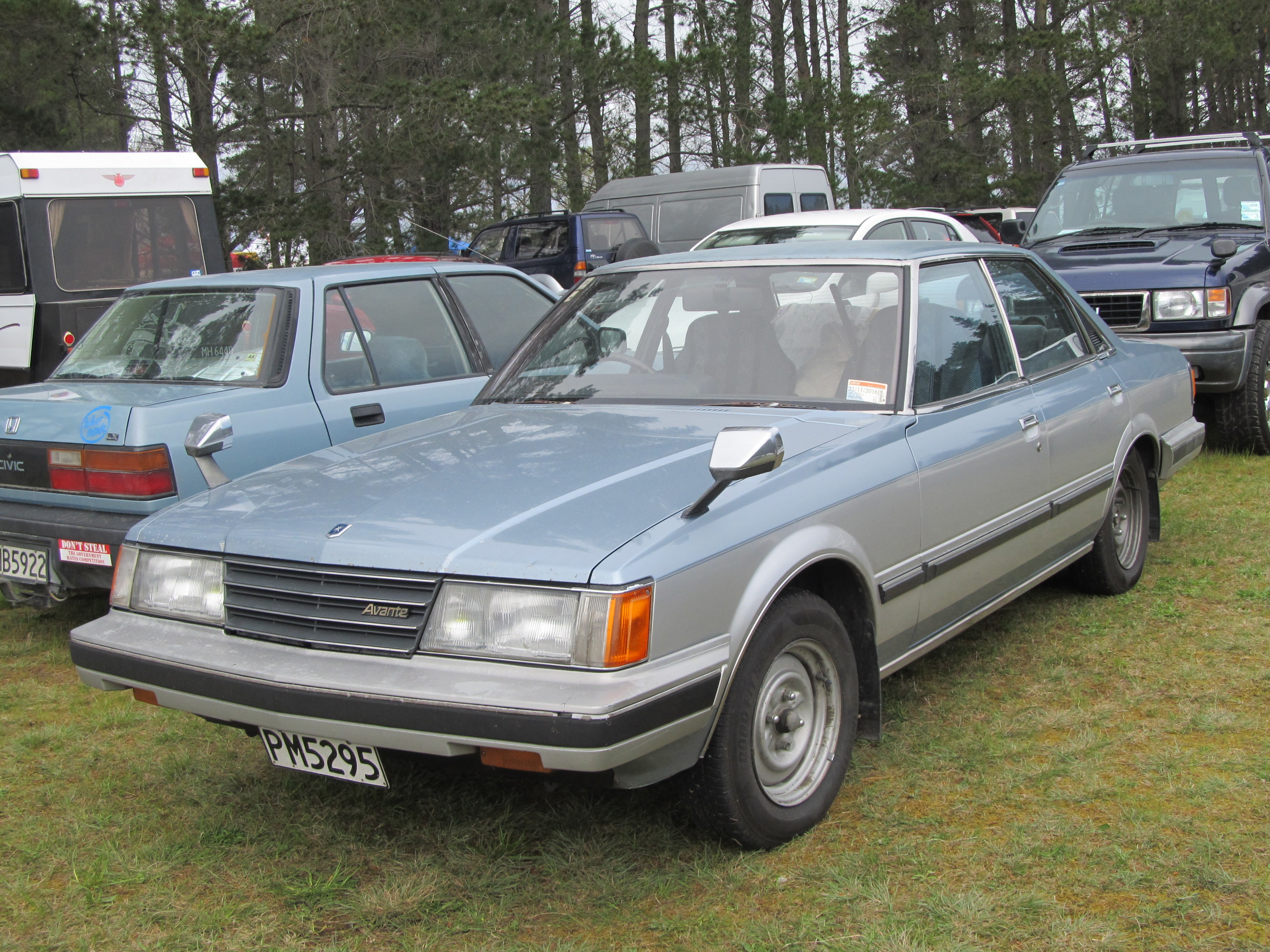
Toyota Chaser Avante X61

Друге покоління моделі випускалося з 1980 по 1984 рік в кузовах серії X51 і X61. Гамма двигунів була розширена за рахунок 6-циліндрових 1G-EU (single cam), 1G-GE (twincam), M-TEU (turbo) робочим об'ємом 2.0 літри. Автомобіль був доступний в кузовах чотирьох-дверний седан і хардтоп, двох-дверний кузов з цим поколінням перестав випускатися. Комплектація «Avante» отримала спортивну підвіску, і використовувала шини Michelin. Новим конкурентом для цього покоління став Nissan Leopard, що продавався за нижчою ціною, в порівнянні з Skyline.

### Двигуни
Бензинові:
- 2,0 л 18R-GEU І4 (135 к.с.)
- 2,0 л 21R-U І4 (105 к.с.)
- 1,8 л 13T-U І4 (95 к.с.)
- 1,8 л 1S-U І4 (100 к.с.)
- 2,8 л 5M-EU І6 (145 к.с.)
- 2,0 л 1G-GEU І6 (160 к.с.)
- 2,0 л M-TEU І6 (145 к.с.)
- 2,0 л 1G-EU І6 (130 к.с.)

Дизельні:
- 2,2 л L І4 (72 к.с.)
- 2,4 л 2L-TE І4 (97 к.с.)

## Третє покоління X70

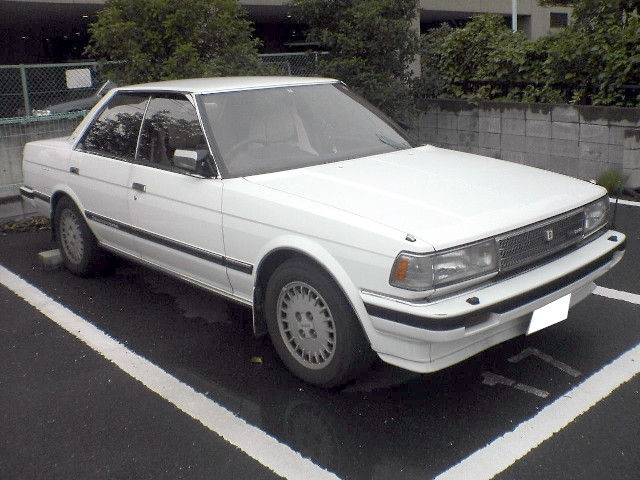
Toyota Chaser X70

Третє покоління моделі в кузові X70 було запущено в 1984, і випускалося до 1988. У порівнянні з попереднім поколінням даний кузов відрізнявся більш округлою формою. Починаючи з цього покоління був доступний тільки кузов чотирьох-дверний хардтоп. Зовнішні розміри цього автомобіля були трохи менше Mark II і Cresta. Гальмівні диски збільшилися в діаметрі, з'явилися ковшеподібні сидіння. П'яти-ступінчаста механічна коробка передач була доступна тільки на варіантах «GT twin turbo S», опціонально встановлювалася і на інших. У серпні 1986 року було доопрацьовано двигун 1G-GEU, з'явилися великі бампери, змінена передня решітка. За роки випуску покоління було кілька спеціальних серій: «Lordly» (січень 1987 року), «Chaser Avante» (травень 1987 року), «New Extra XG Chaser» (серпень 1987 року), «Avante Supra» (січень 1988 року). У вересні 1987 року з'явилися двигуни 2L і 2L-T, що відповідають новим правилам викидів 1986 року.

## Четверте покоління X80

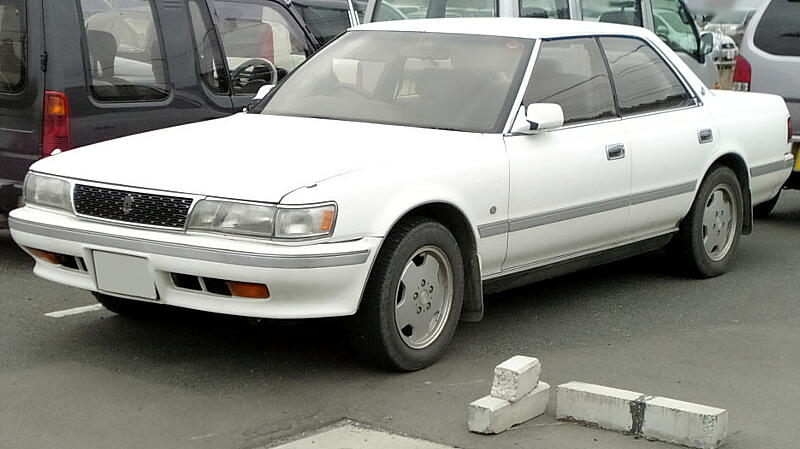
Toyota Chaser X80

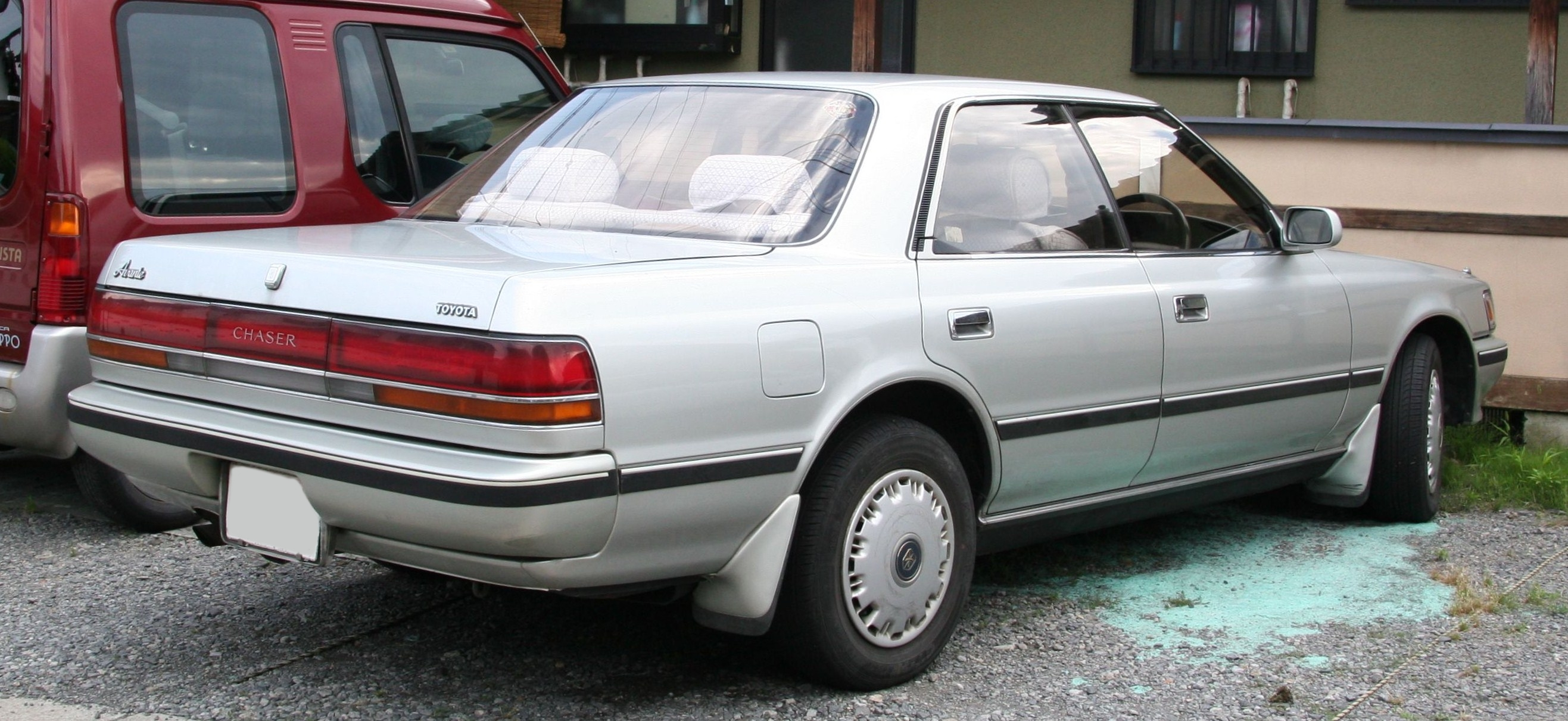
Toyota Chaser X80

У 1989 році почався випуск четвертого покоління Chaser і продовжилося до 1992 року. Як і в попередній генерації, були різні типи підвіски, що і ділило код кузова на 80, 81/83.
Так, у випадку з 80-м, задня підвіска була залежною на поздовжніх важелях. Пропонували один бензиновий двигун об'ємом 1.8 4S-Fi і 2.5 літровий дизельний 2L і турбодизель 2L-T. Різні модифікації позначалися: XL, XG, Raffine. Це були версії початкового рівня. Такі автомобілі в Японії використовували деякі служби таксі, автомобільні школи і т. ін.
81-й кузов оснащувався в початковій комплектації двигуном 1G-FE (Avante/SXL, 135 к.с.), в більш потужні варіанти встановлювалися атмосферне 1G-GE (Avante Twin Cam, 150 к.с), компресорний 1G-GZE (Avante G SC, 170 к.с) і максимальній комплектації турбований 1G-GTE Twin Turbo (Twin Turbo, 210 к.с.). Останні також відрізнялися посиленою підвіскою.
У серпні 1990 року була кардинально переглянута вся серія Chaser, і деякі з моделей отримали повністю нові двигуни. І в перші, в модельному ряду Chaser, почали використовувати двигун серії JZ. Моделі головного діапазону, Avante G і GT Twin Turbo, отримали новий двигун 1JZ, хоча випуск 3.0-літрових Avante G частково продовжився. Avante G 2.5 л отримав 1JZ-GE потужністю 180 к.с. (132 кВт) при 6000 об/хв, в той час як GT Twin Turbo отримав потужний 1JZ-GTE twin turbo двигун, здатний розвивати 280 к.с. (206 кВт) при 6200 об/хв, це була максимальна потужність в кінських силах, дозволена японськими законами. Ці дві моделі були доступні тільки з автоматичною 4-ступінчастою або механічною 5-ступінчастою коробкою передач W57/55. Змінилася не тільки начинка, а й зовнішній вигляд, був змінений вид передніх фар плавно «згладжених» в решітку радіатора, аналогічно зробили і задніми фарами.
Опціонально пропонувалися задній диференціал LSD, передній і задній спойлери або система TSC. Маса, в залежності від двигуна і комплектації, варіювалася від 1350 до 1550 кг.

## П'яте покоління X90

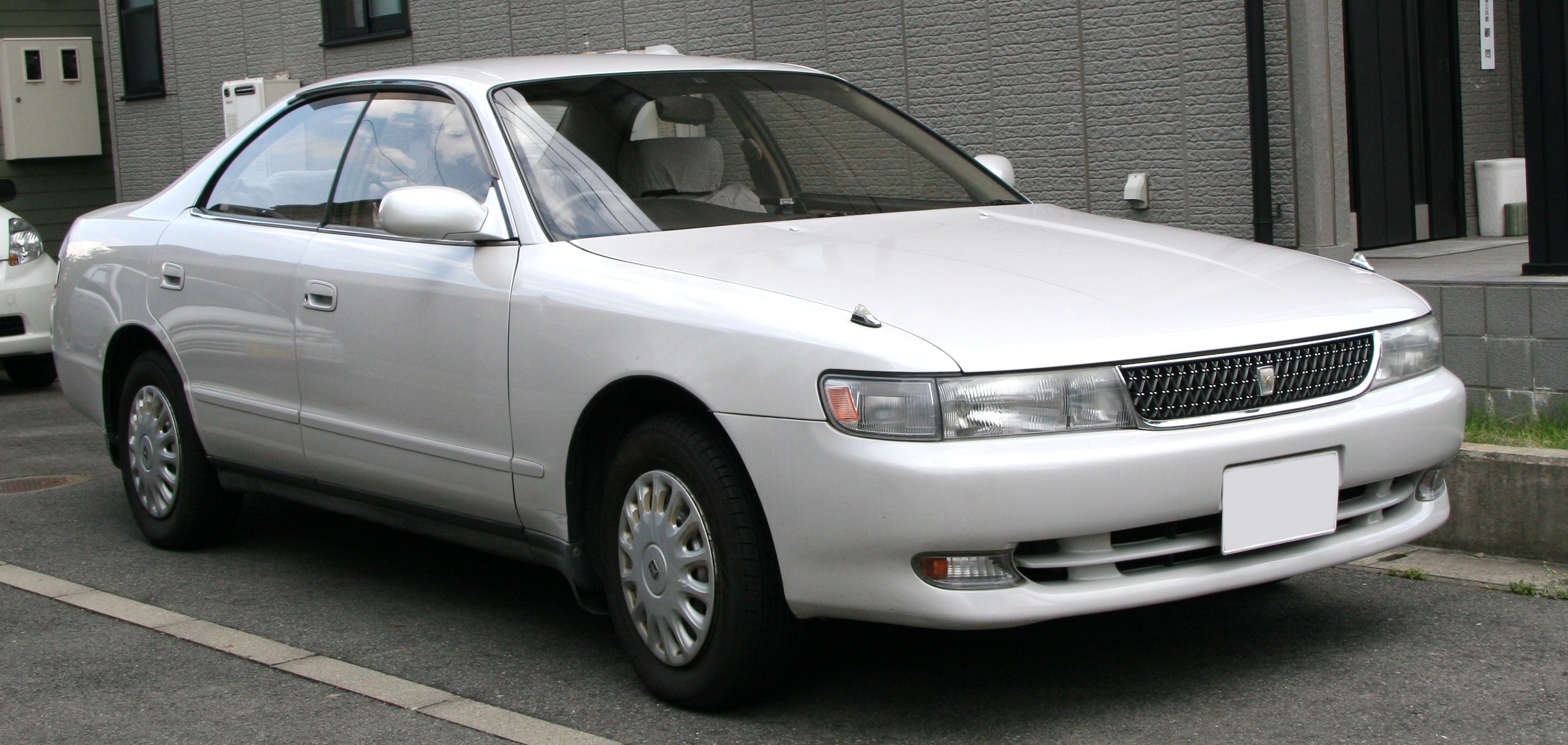
Toyota Chaser X90 (1992—1994)

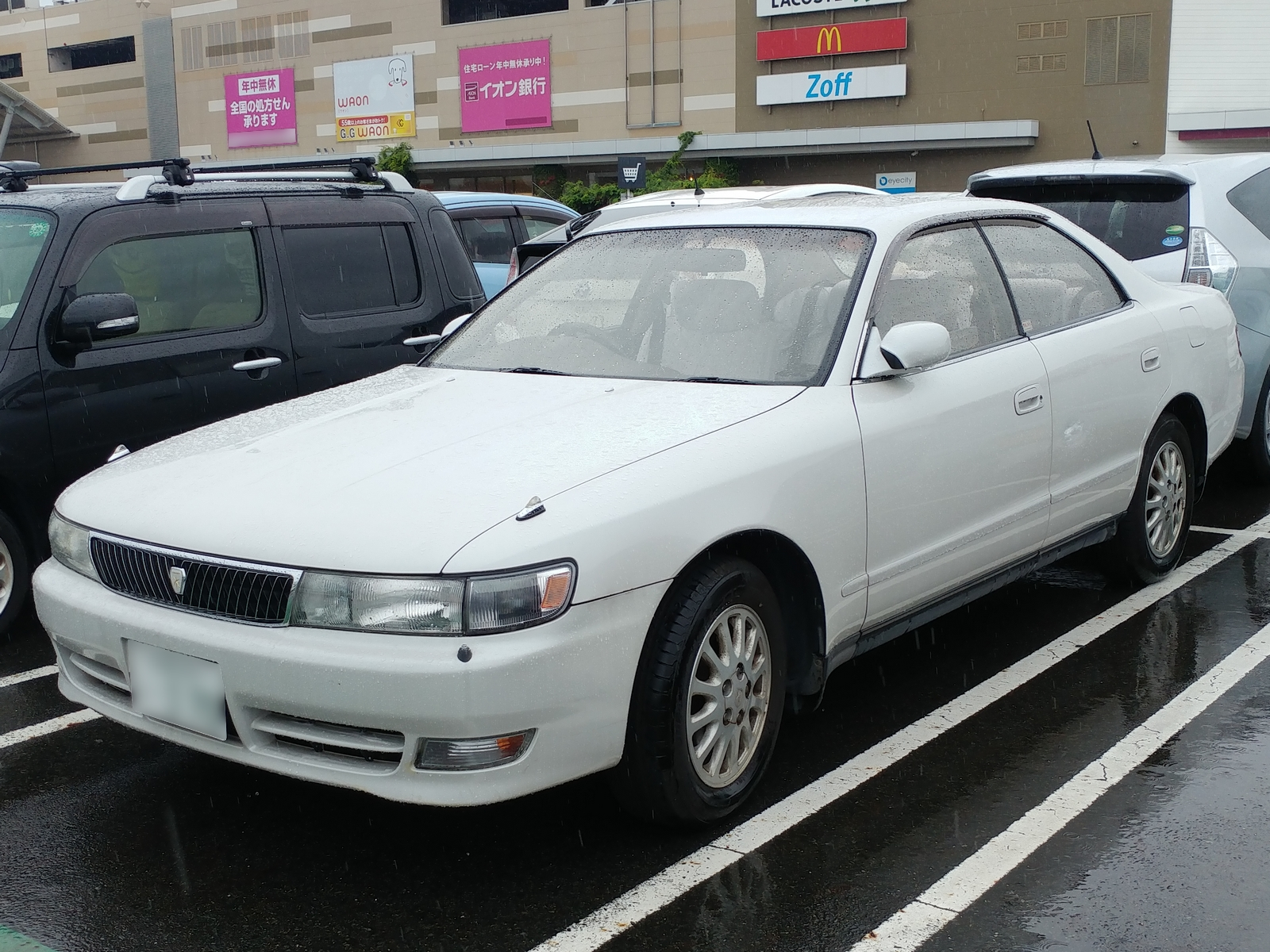
Toyota Chaser X90 (1994—1996)

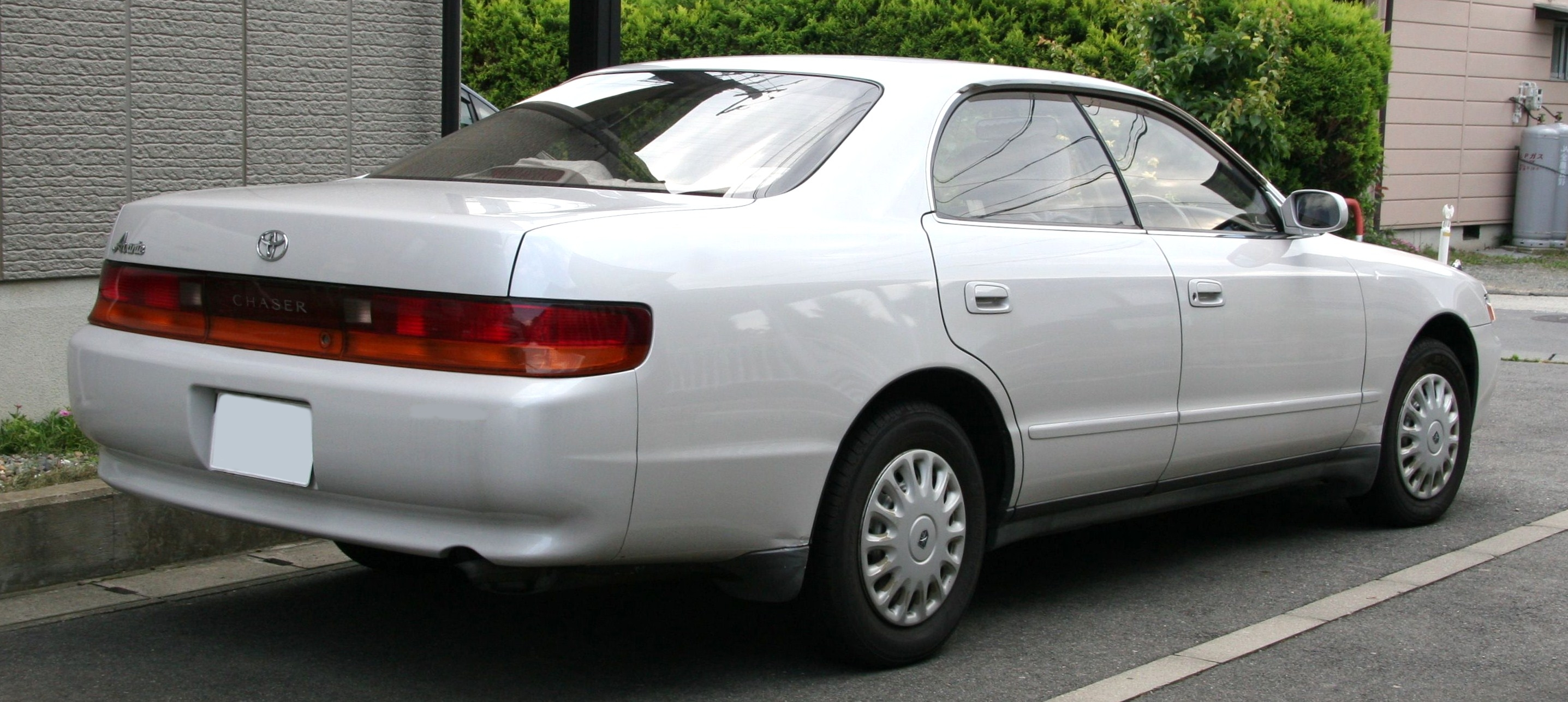
Toyota Chaser X90 (1992—1994)

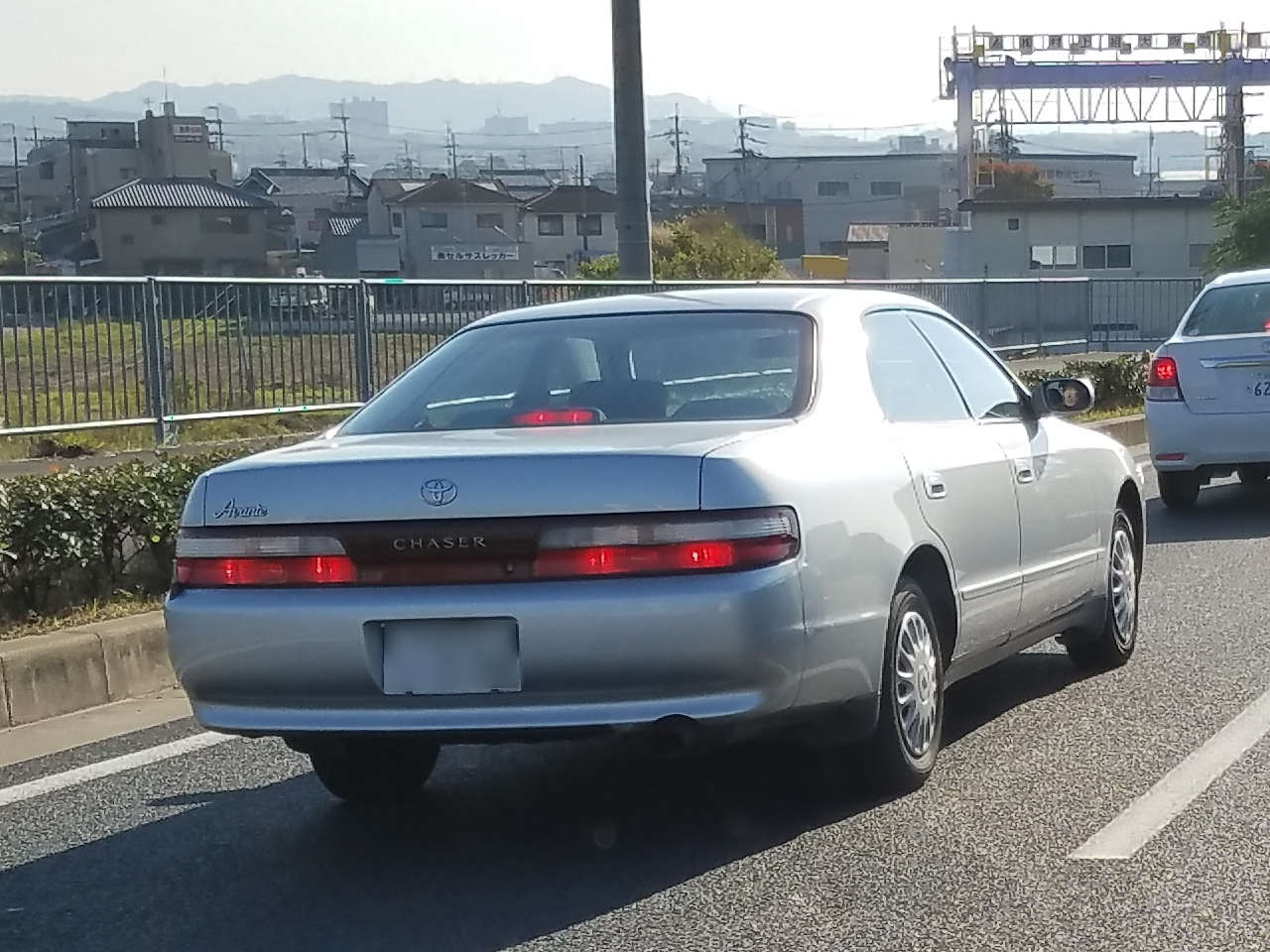
Toyota Chaser X90 (1994—1996)

У жовтні 1992 Chaser X90 заміняв попередній Chaser X81. П'яте покоління випускалося з 1992 по 1996 в кузовах GX90, JZX90 і SX90 серій. Кузов став більш округлим і автомобіль став значно довшим. Модифікації були значно змінені в порівнянні з GX81 Chaser. П'яте покоління Chaser представлено комплектаціями XL, Raffine, Avante, Tourer S, Tourer V і, як раніше, топовою комплектацією з максимальною конфігурацією обладнання Avante G. Що стосується спортивних версій Tourer, то вони покликані були замінити Турбові модифікації попереднього покоління. Більш екстремальний Tourer V — прямий продовжувач традицій GT TwinTurbo попередньої серії. Якщо говорити про оснащення, то в базовій комплектації XL покупець отримував автомобіль з передніми протитуманними фарами, рульову колонку з регулюванням по нахилу, електропривод дзеркал і стекол, автоматичний кондиціонер, AM/FM-радіо, опціонально — передній спойлер, задній двірник і литі диски. Верхні ж комплектації перевершують всі очікування по частині комфорту: тут клімат-контроль, телескопічна регулювання керма, шкіряне оздоблення керма, обробка салону під дерево, шкіряні сидіння, ключ ДУ, електропривод передніх сидінь, литі диски 15 «або 16».
Топова модель Avante G отримала двигун 2JZ-GE потужністю 220 к.с. (162 кВт), це було наступне покоління лінійки двигунів JZ (найпотужніший двигун — 2JZ-GTE twin turbo встановлювався на флагман JZA80 Supra, випущений в тому ж самому році). В версії Tourer S — 180-сильний атмосферний 1JZ-GE. Ці два мотора серії JZ були доповнені ще одним представником силових агрегатів нового покоління — трилітровим 2JZ-GE потужністю 200 к.с., які прийшли на зміну двигуну 7M-GE. Двигун 1G-FE — єдиний залишився з дволітрових. Як і раніше в строю 4-циліндрові двигуни: бензиновий 4S-FE, потужність якого піднята до 120 к.с., а також дизельний 2L-TE (97 к.с.). Трансмісія — механічна або автоматична.
Істотних змін зазнала в підвісці. Якщо задня двохважіль, перевірена часом, залишилася колишньою, то передня — нова, двохважіль на кованих поперечних важелях. При цьому шасі спортивних модифікацій відповідним чином налаштований для комфортного водіння і управління на високих швидкостях. Колісна база збільшилася з 2680 мм до 2730 мм. Мінімальний радіус розвороту при цьому підріс зовсім незначно — до 5,1 метра (у повнопривідних — 5,3 м). Незважаючи на збільшення габаритів даного покоління, вага автомобіля зменшився в середньому на 100 кг. З'явилися варіанти з повним приводом — в комплектаціях Avante Four і Avante G Four. Тут використовується привід типу FullTime 4WD з несиметричним міжосьовим диференціалом.

### Chaser Tourer V
Chaser Tourer V все ще приводився в дію двигуном 2,5 л 1JZ-GTE потужністю 280 к.с. (шестициліндровий, рядний, DOHC, 2 турбіни), що перекочував сюди від попередника Chaser GT Twin Turbo. Також в комплектації Tourer V була присутня версія з 5-ступінчастою механічною трансмісією, підходяща для спортивно спрямованих автомобілів. Основною відмінністю Tourer S від Tourer V була відсутність турбокомпресора. Chaser Tourer V з механічною коробкою передач оснащений диференціалом підвищеного тертя. У вересні 1992 року моделі Tourer отримали модернізацію обладнання, але все так само поступалися рівню Avante G. Дана модифікація автомобіля не отримала широкого поширення в професійному автоспорті, проте заслужила велику повагу серед гонщиків-любителів.

### Двигуни
- 1.8L 4S-FE I4
- 2.4L 2L-TE turbo-diesel I4
- 2.0L 1G-FE I6
- 2.5L 1JZ-GE I6 180 к.с.
- 3.0L 2JZ-GE I6
- 2.5L 1JZ-GTE twin-turbo I6 280 к.с.

## Шосте покоління X100

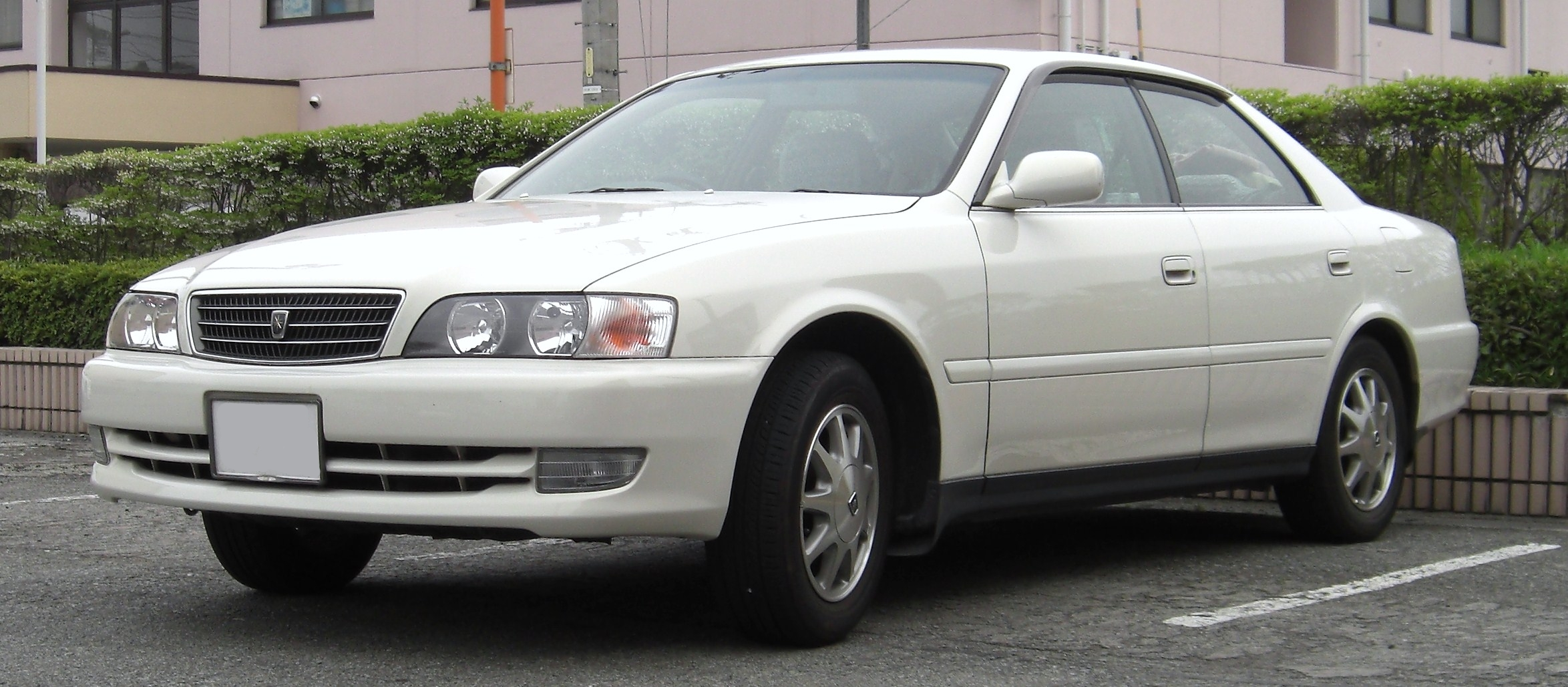
Toyota Chaser X100 (1996—1998)

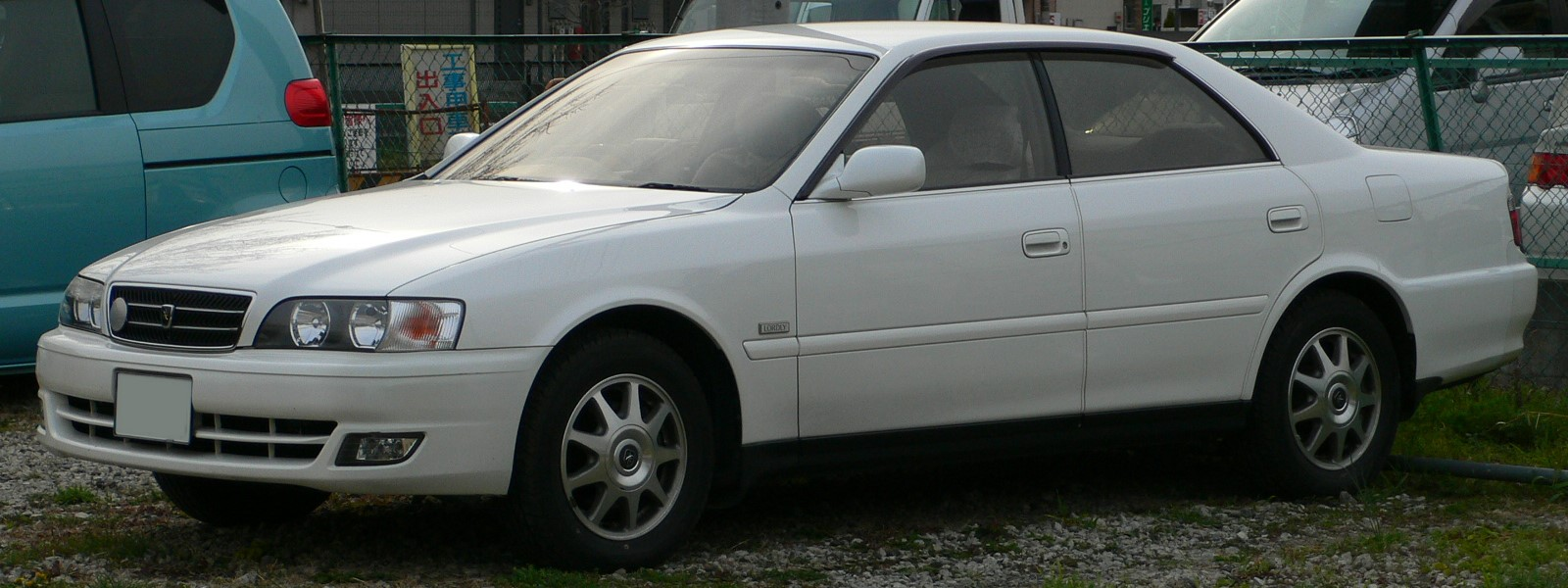
Toyota Chaser X100 (1998—2001)

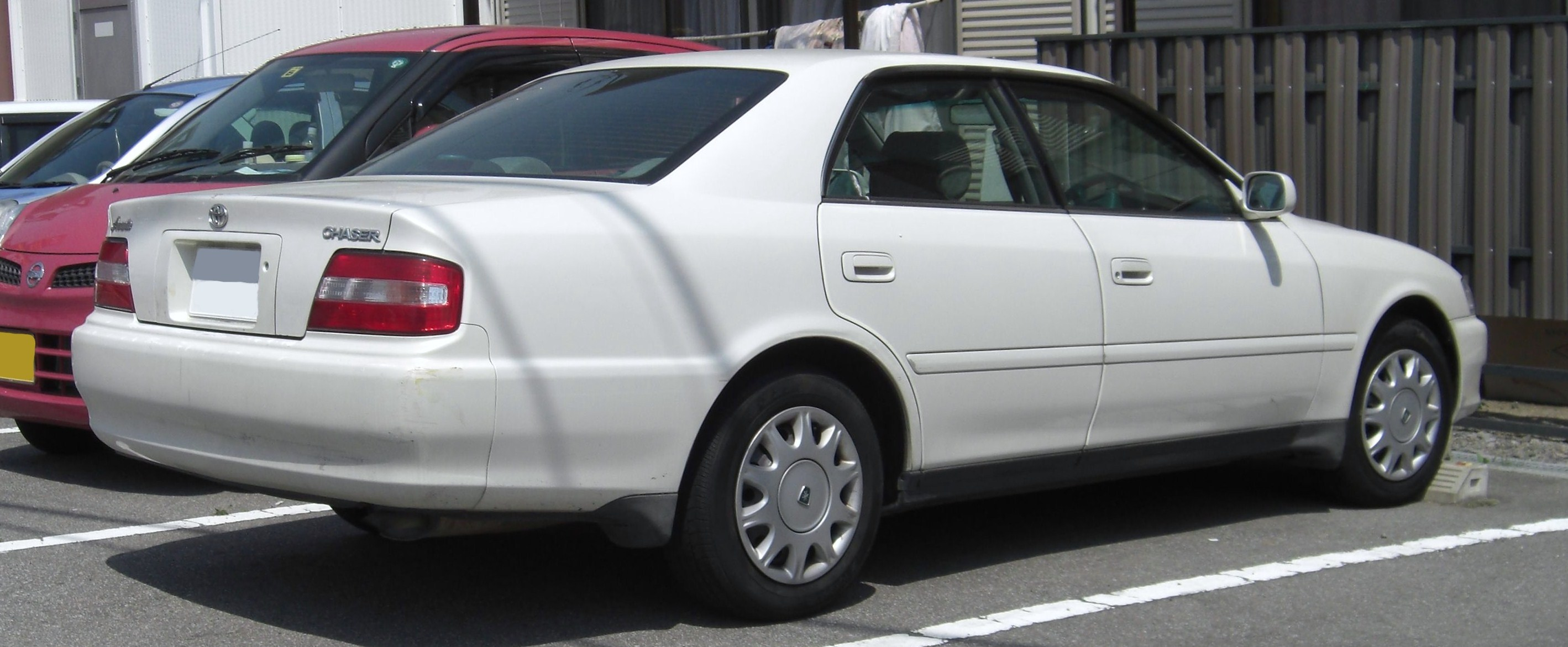
Toyota Chaser X100 (1996—1998)

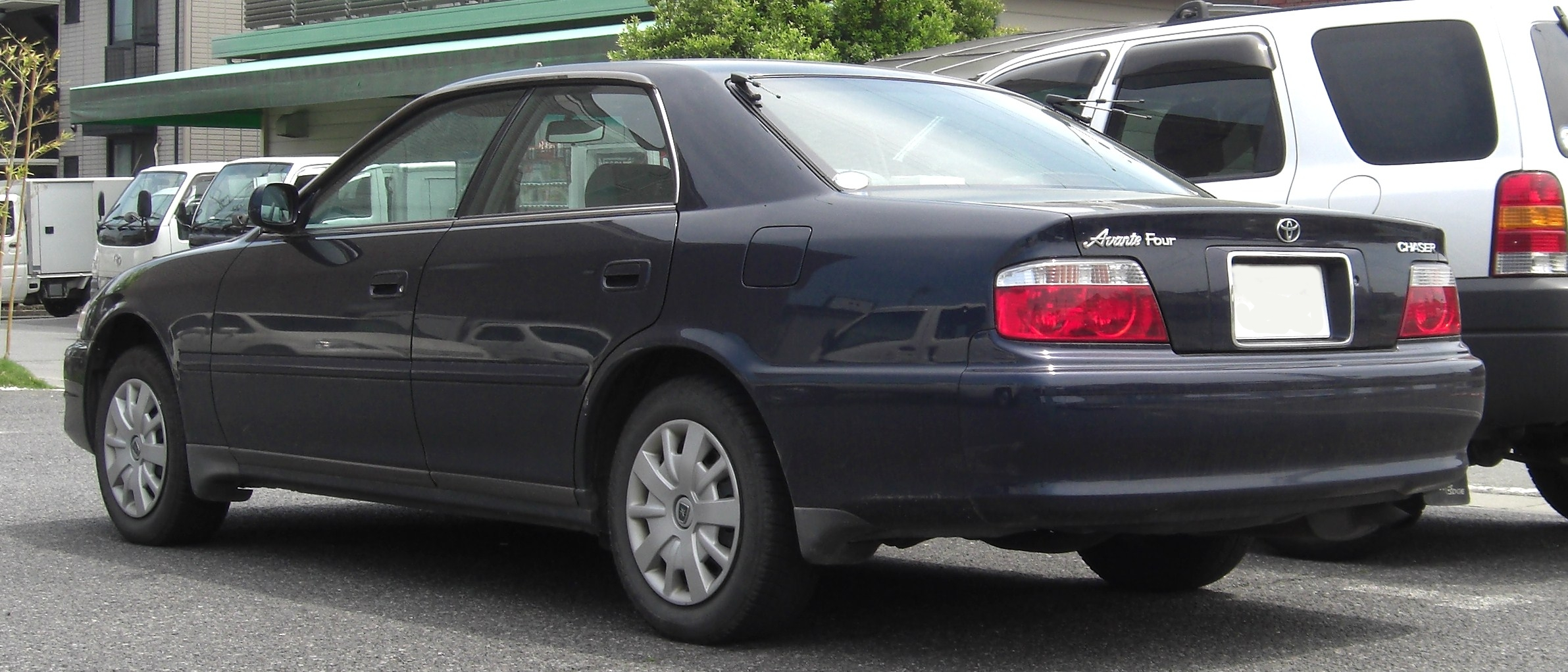
Toyota Chaser X100 (1998—2001)

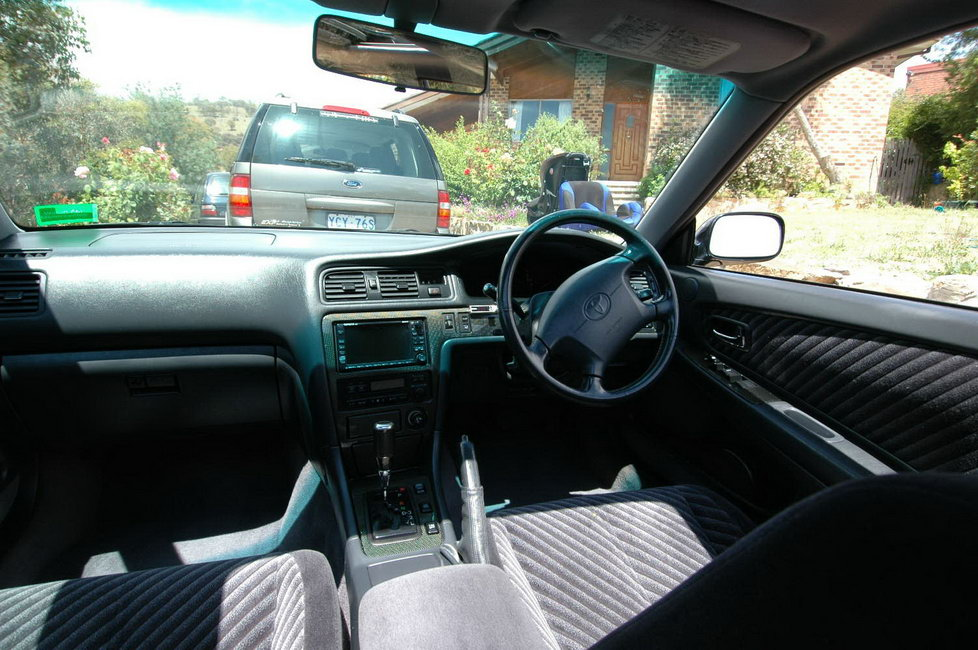

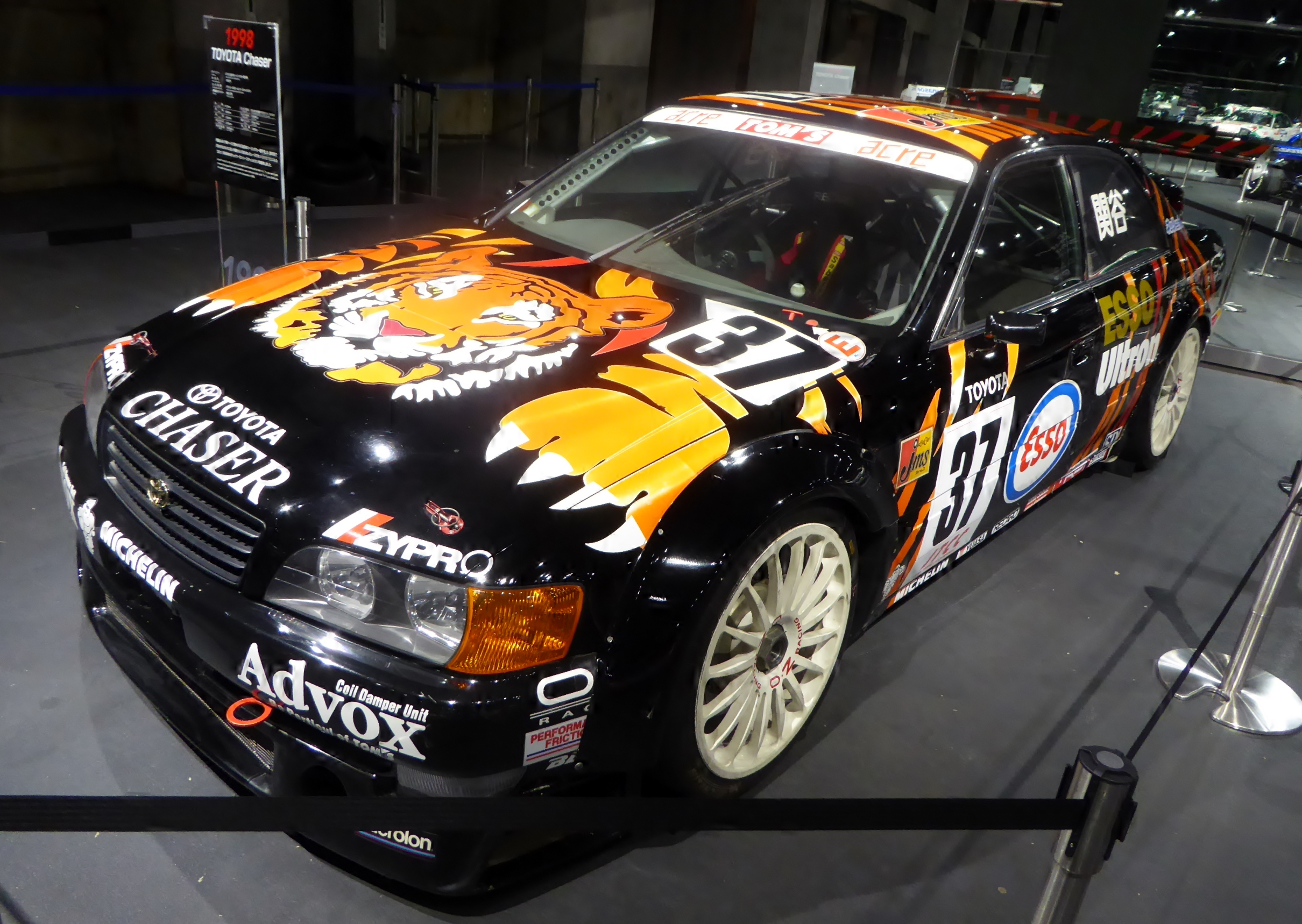
Спортивний Toyota Chaser X100

В кінці 1996 року в продаж було випущено останнє покоління автомобілів під маркою Chaser в кузові X100. У цьому поколінні були збережені основні колишні комплектації, ряд яких починається від версій XL і Raffine, рухаючись до більш дорогим Avante до справжніх спортивних версій з Турбові моторами Tourer S і Tourer V, де остання відрізняється видатної потужністю двигуна — 280 к.с. У Tourer V є різного розміру передні і задні колеса, ксенонові фари, противотуманки, задній спойлер, спортивний вихлоп, автоматична коробка передач з можливістю перемикання передач вручну. У моделях модифікації Tourer S встановлена 5-ступінчаста автоматична коробка передач. Продавалася також досить рідкісна на сьогоднішній день тюнінгова модифікація під назвою TRD SPORT, яка внесла і свій внесок у підтримання та розвиток спортивного іміджу цієї моделі. У топових комплектаціях Avante G, як завжди, Chaser пропонує максимальний рівень оснащення з усіма необхідними атрибутами дорогих седанів преміум-класу.
У модельному ряду Toyota Chaser шостого покоління використана колишня лінійка двигунів: це перевірені часом і дещо модернізовані «четвірки»: бензинова 4S-FE потужністю 120 к.с. і турбодизель 2L-TE (97 к.с.). Рядні бензинові «шестірки», ідеальні для сімейства Mark II/Chaser/Cresta, представлені моторами об'ємом 2,0, 2,5 і 3,0 літри. У цьому поколінні двигуни 1JZ-GE і 2JZ-GE першими отримали систему зміни фаз газорозподілу VVT-i, а після рестайлінгу 1998 року нею обзавівся і дволітровий 1G-FE, а потужність його доведена до 160 к.с. Одночасно виробник відмовився від дизельного мотора. У трансмісії, як і раніше, основний пріоритет був відданий «автомату», але для найпопулярніших моделей в якості альтернативи можна було вибрати і «механіку», включаючи кращий представник свого класу 1JZ-GTE потужністю 280 к.с. Версії з атмосферними двигунами об'ємом 2.5 і 3.0 літри пропонувалися покупцям тільки з автоматичною трансмісією. Ну, а постійний повний привід передбачений не тільки для 2,5-літрових версій, як у колишнього покоління, а й в поєднанні з 2-літровим мотором, правда, виключно з АКПП.
Глобальних змін в конструкції ходової частини не відбулося, якщо не брати до уваги подальших робіт з модернізації. Спереду і ззаду — двохважеля підвіска, що відрізняється високим комфортом. Варто відзначити і раніше хорошу керованість і в той же час достатню вантажопідйомність без шкоди ходовим якостям.
Щодо забезпечення безпеки Chaser вийшов на абсолютно новий рівень, недоступний колишнім поколінням. Навіть у базовій комплектації автомобіль обзавівся штатно обома передніми подушками безпеки, ременями з обмежувачами сили натягу, кріпленнями дитячих крісел, системою ABS (антиблокувальна система гальм). Після рестайлінгу додалася система допоміжного гальмування Brake Assist. Антипробуксовочна система, бічні подушки безпеки стали опціями або стандартом в дорогих комплектаціях, поряд з системою VSC.
У 1998 році модель пройшла рестайлінг; змін зазнали: передній і задній бампера, протитуманні фари, головне світло отримав штатний ксенон в «ближній» з електронним коректором світла в салоні, решітка радіатора, задні стоп-сигнали, покажчики повороту, приладова панель і частина елементів салону.

### Chaser Tourer V

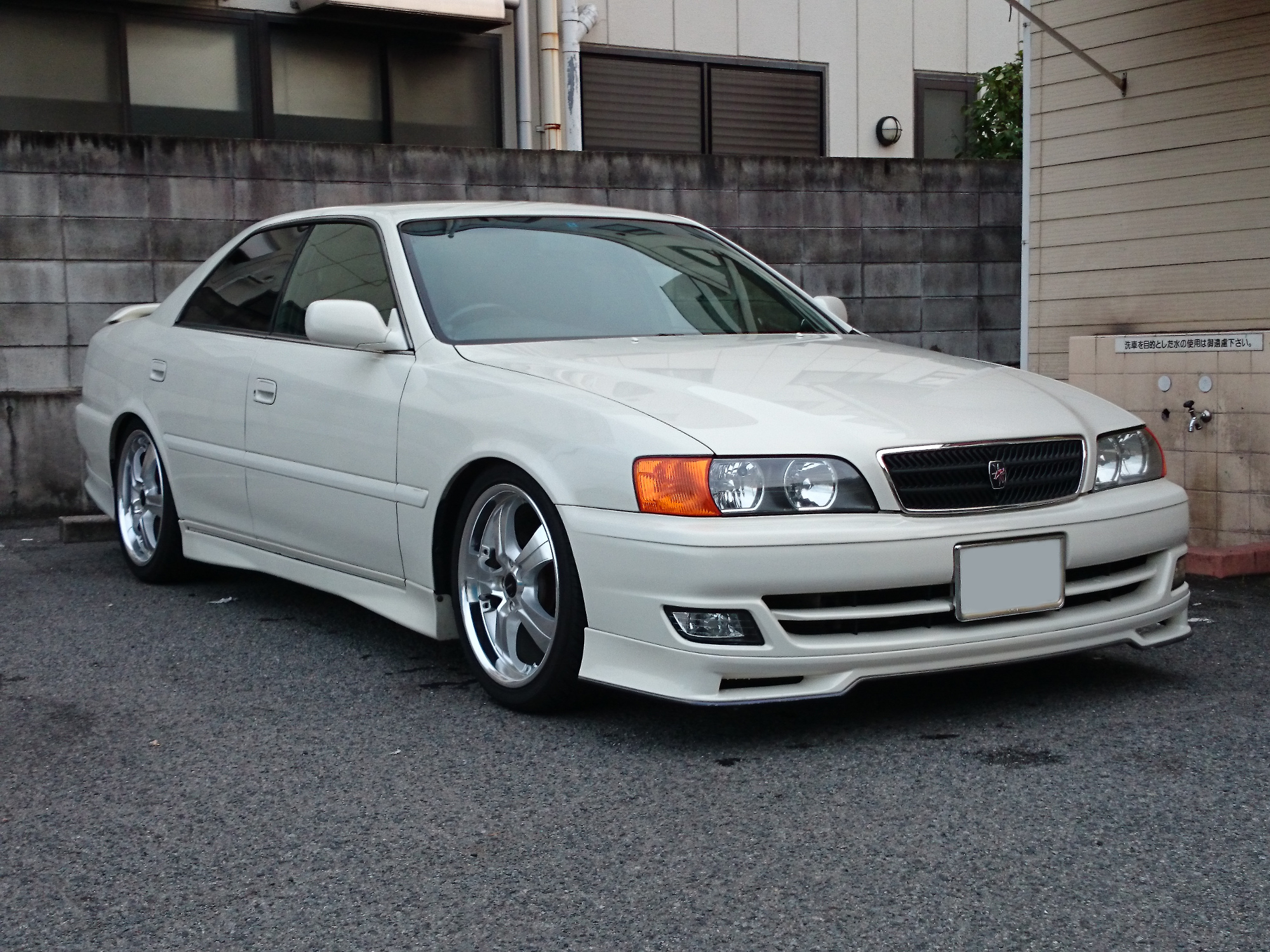
Toyota Chaser Tourer V

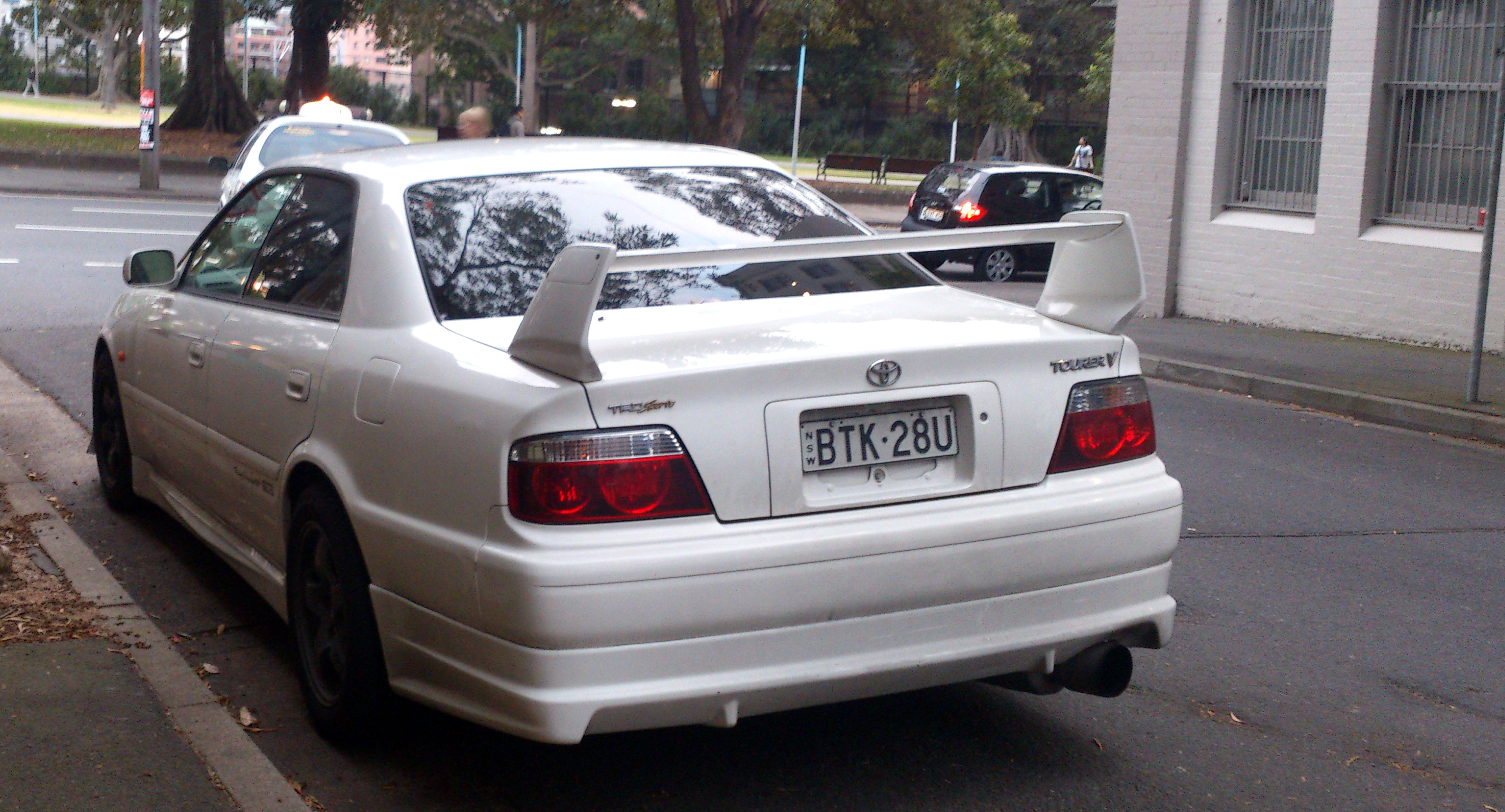
Toyota Chaser Tourer V

Як і в попередньому поколінні, збереглася модифікація Tourer V, спортивна підвіска з плаваючими сайлент-блоками верхнього переднього важеля, нижня розпірка жорсткості, збільшені гальмівні супорти, і екран, який захищає гальмівний диск. Торсен (блокування з черв'ячними сателітами) є опцією для машин з автоматичною трансмісією і базовоі для версій з МКПП. На відміну від аналогічної моделі в кузові X90, X100 комплектувався двигуном 1JZ-GTE з однією керамічною турбіною більшого розміру (CT15) і системою зміни фаз газорозподілу (VVT-i). Всі машини в комплектації Tourer V пропонувалися споживачам з ксеноном на ближнє світло фар і 16-дюймовими литими колісними дисками. Також в базову комплектацію входить антипробуксовочна система TRC.

### Двигуни
Бензинові:
- 1,8 л 4S-FE І4 (120 к.с.)
- 3,0 л 2JZ-GE І6 (220 к.с.)
- 2,5 л 1JZ-GTE І6 (турбо, 280 к.с.)
- 2,5 л 1JZ-GE І6 (200 к.с.)
- 2,0 л 1G-FE І6 (160 к.с.)

Дизельні:
- 2.4 л 2L-TE І4 (97 к.с.)